# هند جودة
هند جودة شاعرة فلسطينية من مواليد مخيم البريج في غزة عام 1983، تكتب الأقصوصة والشعر ولها العديد من الكتابات المنشورة على مختلف مواقع الإنترنت والعديد من المشاركات في أمسيات ثقافية عقدت في غزة، كما كتبت سيناريوهات للعديد من الأفلام الوثائقية بالإضافة إلى إسقاط الصوت.
عملت في مجال إعداد البرامج الإذاعية ولها تجربة مع راديو العمال بغزة. أعدت وقدمت برنامج صباحي في راديو الحرية بغزة وحمل اسم صباح الخير يا وطن. حصلت على الجائزة التقديرية في القصة القصيرة بأحد الجمعيات المحلية وهي جمعية أفكار الشبابية وعلى الجائزة الذهبية في مهرجان التجمع الشبابي العربي بالقاهرة للعام 2006. صدرت مجموعتها الشعرية الأولى تحت عنوان (دائماً يرحل أحد) عن دار موزاييك في نهاية عام 2013 في عمان. تعمل حالياً مديرة تحرير مجلة (28) الأدبية الثقافية التي تصدر من غزة.